# Jacek Romański
Jacek Romański (ur.: 27 stycznia 1950, zm. 17 września 2023) – polski brydżysta, World Life Master oraz Seniors Life Master (WBF), European Grand Master, European Champion w kategorii Seniors (EBL), Arcymistrz Światowy (PZBS), zawodnik Konstanta Bielsko Biała.

## Wyniki brydżowe

### Rozgrywki krajowe
W rozgrywkach krajowych zdobywał następujące lokaty:
| Drużynowe mistrzostwa Polski | Drużynowe mistrzostwa Polski | Drużynowe mistrzostwa Polski |
| Sezon                        | Drużyna                      | Pozycja                      |
| ---------------------------- | ---------------------------- | ---------------------------- |
| 2013/14                      | RAL Poznań                   | 4                            |
| 2005/06                      | Praterm Warszawa             | 3                            |
| 2004/05                      | Praterm Warszawa             | 3                            |
| 2003/04                      | Praterm Warszawa             | 3                            |
| 2002                         | Relpol-Praterm Warszawa      | 1                            |
| 2001                         | Relpol Warszawa              | 1                            |
| 1996                         | UNTS Warszawa                | 1                            |
| 1995                         | UNTS Warszawa                | 3                            |
| 1994                         | UNTS Warszawa                | 1                            |
| 1991/92                      | AZS Wrocław                  | 1                            |
| 1990/91                      | Czarni Słupsk                | 1                            |
| 1989/90                      | Czarni Słupsk                | 2                            |
| 1988/89                      | Czarni Słupsk                | 1                            |
| 1987/88                      | AZS Lublin                   | 2                            |
| 1986/87                      | AZS Lublin                   | 3                            |
| 1984/85                      | Budowlani Poznań             | 2                            |
| 1983/84                      | Marymont Warszawa            | 2                            |

| Mistrzostwa Polski teamów | Mistrzostwa Polski teamów | Mistrzostwa Polski teamów | Mistrzostwa Polski teamów |
| Rok                       | Typ                       | Kategoria                 | Pozycja                   |
| ------------------------- | ------------------------- | ------------------------- | ------------------------- |
| 2012                      | Patton                    | Open                      | 3                         |
| 2000                      | IMP                       | Open                      | 2                         |
| 1999                      | IMP                       | Open                      | 1                         |
| 1996                      | IMP                       | Open                      | 2                         |
| 1995                      | IMP                       | Open                      | 1                         |
| 1993                      | IMP                       | Open                      | 1                         |
| 1991                      | IMP                       | Open                      | 1                         |
| 1985                      | IMP                       | Open                      | 1                         |
| 1983                      | IMP                       | Open                      | 1                         |

| Mistrzostwa Polski par | Mistrzostwa Polski par | Mistrzostwa Polski par | Mistrzostwa Polski par |
| Rok                    | Kategoria              | Partner                | Pozycja                |
| ---------------------- | ---------------------- | ---------------------- | ---------------------- |
| 1998                   | Miksty                 | Ewa Sobolewska         | 1                      |
| 1995                   | Open                   | Apolinary Kowalski     | 1                      |
| 1994                   | Open                   | Apolinary Kowalski     | 2                      |
| 1991                   | Open                   | Jerzy Michałek         | 3                      |
| 1981                   | Open                   | Grzegorz Matula        | 1                      |
| 1972                   | Juniorzy               | Andrzej Kozak          | 1                      |

### Olimpiady
Na olimpiadach w zawodach teamów uzyskał następujące rezultaty:
| Olimpiady brydżowe. Zawody teamów | Olimpiady brydżowe. Zawody teamów | Olimpiady brydżowe. Zawody teamów    | Olimpiady brydżowe. Zawody teamów | Olimpiady brydżowe. Zawody teamów | Olimpiady brydżowe. Zawody teamów |
| Rok                               | Miejsce                           | Zawody                               | Kategoria                         | Drużyna                           | Pozycja                           |
| --------------------------------- | --------------------------------- | ------------------------------------ | --------------------------------- | --------------------------------- | --------------------------------- |
| 2012                              | Lille                             | 2. Olimpiada Sportów Umysłowych      | Seniorzy                          | Poland                            | 5                                 |
| 2008                              | Pekin                             | 1 Światowe Zawody Sportów Umysłowych | Seniors                           | Poland                            | 9                                 |
| 1998                              | Lozanna                           | 1 Mistrzostwa o Wielką Nagrodę MKOL  | Open                              | Poland                            | 5                                 |
| 1984                              | Seattle                           | 7 Olimpiada Teamów                   | Open                              | Poland                            | 1                                 |

### Zawody światowe
W światowych zawodach zdobył następujące lokaty:
| Mistrzostwa świata. Konkurencja teamów | Mistrzostwa świata. Konkurencja teamów | Mistrzostwa świata. Konkurencja teamów | Mistrzostwa świata. Konkurencja teamów | Mistrzostwa świata. Konkurencja teamów | Mistrzostwa świata. Konkurencja teamów |
| Rok                                    | Miejsce                                | Zawody                                 | Kategoria                              | Drużyna                                | Pozycja                                |
| -------------------------------------- | -------------------------------------- | -------------------------------------- | -------------------------------------- | -------------------------------------- | -------------------------------------- |
| 2014                                   | Sanya                                  | 14. Seria Mistrzostw Świata            | Seniorzy                               | Milner                                 | 1                                      |
| 2013                                   | Nusa Dua                               | 41. Mistrzostwa Świata Teamów          | Seniorzy                               | Poland                                 | 3                                      |
| 2011                                   | Veldhoven                              | 40 Mistrzostwa Świata Teamów           | Seniorzy                               | Poland                                 | 3                                      |
| 2010                                   | Filadelfia                             | 13 Seria Mistrzostw Świata             | Seniorzy                               | Pri Investments                        | 24                                     |
| 2009                                   | São Paulo                              | 39 Mistrzostwa Świata Teamów           | Seniorzy                               | Poland                                 | 2                                      |
| 2006                                   | Werona                                 | 12 Mistrzostwa Świata                  | Open                                   | Otvosi                                 | 65                                     |
| 2005                                   | Estoril                                | 37 Mistrzostwa Świata Teamów           | Trans                                  | Mano                                   | 42                                     |
| 2003                                   | Monte Carlo                            | 36 Mistrzostwa Świata Teamów           | Tran                                   | Miroglio                               | 21                                     |
| 2002                                   | Montreal                               | 11 Mistrzostwa Świata                  | Open                                   | Kowalski                               | 5                                      |
| 2001                                   | Paryż                                  | 35 Mistrzostwa Świata Teamów           | Trans                                  | Kowalski                               | 4                                      |
| 2000                                   | Southampton                            | 34 Mistrzostwa Świata Teamów           | Open                                   | Poland                                 | 5                                      |
| 1998                                   | Lille                                  | 10 Mistrzostwa Świata                  | Open                                   | Kowalski                               | 33                                     |
| 1997                                   | Hammamet                               | 33 Mistrzostwa Świata Teamów           | Trans                                  | Balicki                                | 32                                     |
| 1997                                   | Hammamet                               | 33 Mistrzostwa Świata Teamów           | Open                                   | Poland                                 | 6                                      |
| 1994                                   | Albuquerque                            | 9 Mistrzostwa Świata                   | Open                                   | Połeć                                  | 33                                     |

| Mistrzostwa świata. Konkurencja par | Mistrzostwa świata. Konkurencja par | Mistrzostwa świata. Konkurencja par | Mistrzostwa świata. Konkurencja par | Mistrzostwa świata. Konkurencja par | Mistrzostwa świata. Konkurencja par |
| Rok                                 | Miejsce                             | Zawody                              | Kategoria                           | Partner                             | Pozycja                             |
| ----------------------------------- | ----------------------------------- | ----------------------------------- | ----------------------------------- | ----------------------------------- | ----------------------------------- |
| 2014                                | Sanya                               | 14. Seria Mistrzostw Świata         | Seniorzy                            | Apolinary Kowalski                  | 3                                   |
| 2010                                | Filadelfia                          | 13 Mistrzostwa Świata               | Open IMP                            | Roman Grzelak                       | 95                                  |
| 2006                                | Werona                              | 12 Mistrzostwa Świata               | Open                                | Giulio Bongiovanni                  | 95                                  |
| 2002                                | Montreal                            | 11 Mistrzostwa Świata               | Open                                | Marek Szymanowski                   | 108                                 |
| 1998                                | Lille                               | 10 Mistrzostwa Świata               | Open                                | Apolinary Kowalski                  | 31                                  |
| 1994                                | Albuquerque                         | 9 Mistrzostwa Świata                | Open                                | Apolinary Kowalski                  | 4                                   |

| Mistrzostwa świata. Konkurencja indywidualna | Mistrzostwa świata. Konkurencja indywidualna | Mistrzostwa świata. Konkurencja indywidualna | Mistrzostwa świata. Konkurencja indywidualna | Mistrzostwa świata. Konkurencja indywidualna | Mistrzostwa świata. Konkurencja indywidualna |
| Rok                                          | Miejsce                                      | Zawody                                       | Kategoria                                    | Pozycja                                      |                                              |
| -------------------------------------------- | -------------------------------------------- | -------------------------------------------- | -------------------------------------------- | -------------------------------------------- | -------------------------------------------- |
| 2000                                         | Ateny                                        | 5 Indywidualne Mistrzostwa Świata            | Open                                         | 6                                            |                                              |

### Zawody europejskie
W europejskich zawodach zdobył następujące lokaty:
| Zawody europejskie. Konkurencja teamów | Zawody europejskie. Konkurencja teamów | Zawody europejskie. Konkurencja teamów | Zawody europejskie. Konkurencja teamów | Zawody europejskie. Konkurencja teamów | Zawody europejskie. Konkurencja teamów |
| Rok                                    | Miejsce                                | Zawody                                 | Kategoria                              | Drużyna                                | Pozycja                                |
| -------------------------------------- | -------------------------------------- | -------------------------------------- | -------------------------------------- | -------------------------------------- | -------------------------------------- |
| 2013                                   | Ostenda                                | 6. Otwarte Mistrzostwa Europy          | Seniorzy                               | Zambonini                              | 11                                     |
| 2012                                   | Dublin                                 | 51. Mistrzostwa Europy Teamów          | Seniorzy                               | Poland                                 | 2                                      |
| 2010                                   | Ostenda                                | 50 Mistrzostwa Europy Teamów           | Seniorzy                               | Poland                                 | 1                                      |
| 2009                                   | San Remo                               | 4 Otwarte Mistrzostwa Europy           | Seniorzy                               | Miroglio                               | 1                                      |
| 2008                                   | Pau                                    | 49 Mistrzostwa Europy Teamów           | Seniorzy                               | Poland                                 | 4                                      |
| 2007                                   | Antalya                                | 3 Otwarte Mistrzostwa Europy           | Open                                   | Miroglio                               | 65                                     |
| 2005                                   | Teneryfa                               | 2 Otwarte Mistrzostwa Europy           | Open                                   | Miroglio                               | 2                                      |
| 2003                                   | Mentona                                | 1 Otwarte Mistrzostwa Europy           | Open                                   | Miroglio                               | 3                                      |
| 2002                                   | Warszawa                               | 1 Puchar Europy Teamów                 | Open                                   | Poland                                 | 7                                      |
| 2002                                   | Ostenda                                | 7 Mistrzostwa Europy Mikstów           | Miksty                                 | Miszewska                              | 12                                     |
| 2000                                   | Bellaria                               | 6 Mistrzostwa Europy Mikstów           | Miksty                                 | Zakrzewski                             | 55                                     |
| 1999                                   | Malta                                  | 44 Mistrzostwa Europy Teamów           | Open                                   | Poland                                 | 6                                      |
| 1998                                   | Akwizgran                              | 5 Mistrzostwa Europy Mikstów           | Miksty                                 | Zakrzewski                             | 31                                     |
| 1997                                   | Montecatini                            | 43 Mistrzostwa Europy Teamów           | Open                                   | Poland                                 | 2                                      |
| 1995                                   | Vilamoura                              | 42 Mistrzostwa Europy Teamów           | Open                                   | Poland                                 | 5                                      |
| 1985                                   | Salsomaggiore                          | 37 Mistrzostwa Europy Teamów           | Open                                   | Poland                                 | 8                                      |

| Zawody europejskie. Konkurencja par | Zawody europejskie. Konkurencja par | Zawody europejskie. Konkurencja par | Zawody europejskie. Konkurencja par | Zawody europejskie. Konkurencja par | Zawody europejskie. Konkurencja par |
| Rok                                 | Miejsce                             | Zawody                              | Kategoria                           | Partner                             | Pozycja                             |
| ----------------------------------- | ----------------------------------- | ----------------------------------- | ----------------------------------- | ----------------------------------- | ----------------------------------- |
| 2013                                | Ostenda                             | 6. Otwarte Mistrzostwa Europy       | Open                                | Roman Grzelak                       | 57                                  |
| 2009                                | San Remo                            | 4 Otwarte Mistrzostwa Europy        | Seniorzy                            | Amedeo Comella                      | 1                                   |
| 2007                                | Antalya                             | 3 Otwarte Mistrzostwa Europy        | Open                                | Roman Grzelak                       | 192                                 |
| 2005                                | Teneryfa                            | 2 Otwarte Mistrzostwa Europy        | Open                                | Giulio Bongiovanni                  | 29                                  |
| 2003                                | Mentona                             | 1 Otwarte Mistrzostwa Europy        | Open                                | Giulio Bongiovanni                  | 139                                 |
| 2002                                | Ostenda                             | 7 Mistrzostwa Europy Mikstów        | Mikst                               | Ewa Miszewska                       | 29                                  |
| 2001                                | Sorrento                            | 11 Mistrzostwa Europy Par           | Open                                | Apolinary Kowalski                  | 9                                   |
| 2000                                | Bellaria                            | 6 Mistrzostwa Europy Mikstów        | Mikst                               | Ewa Harasimowicz                    | 115                                 |
| 1999                                | Warszawa                            | 10 Mistrzostwa Europy Par           | Open                                | Apolinary Kowalski                  | 3                                   |
| 1998                                | Akwizgran                           | 5 Mistrzostwa Europy Mikstów        | Mikst                               | Ewa Sobolewska                      | 370                                 |
| 1997                                | Haga                                | 9 Mistrzostwa Europy Par            | Open                                | Apolinary Kowalski                  | 8                                   |
| 1995                                | Rzym                                | 8 Mistrzostwa Europy Par            | Open                                | Jacek Kowalski                      | 37                                  |
| 1993                                | Bielefeld                           | 7 Mistrzostwa Europy Par            | Open                                | Apolinary Kowalski                  | 26                                  |
| 1991                                | Montecatini                         | 6 Mistrzostwa Europy Par            | Open                                | Jerzy Michałek                      | 31                                  |
| 1989                                | Salsomaggiore                       | 5 Mistrzostwa Europy Par            | Open                                | Piotr Tuszyński                     | 14                                  |
| 1987                                | Paryż                               | 4 Mistrzostwa Europy Par            | Open                                | Tadeusz Ralko                       | 82                                  |